# 亚历山大·洛巴诺夫
亚历山大·洛巴诺夫（俄语：Александр Лобанов，1986年1月4日—）俄裔乌兹别克斯坦足球运动员，司职门将，生于塔什干，现效力烏茲別克職業足球聯賽塔什干棉农足球俱乐部。

## 俱乐部生涯
洛巴诺夫2005年在吉扎克粟特足球俱乐部开始职业生涯。2007年转会邻国哈萨克斯坦的卡伊萨尔足球俱乐部。随后辗转效力于阿克扎伊克足球俱乐部、布哈拉足球俱乐部和努库斯咸海足球俱乐部。2012年，他加盟塔什干棉农足球俱乐部，随即成为俱乐部主力门将。2016年1月他与伊朗職業足球聯賽柏斯波利斯足球俱樂部签下一份六个月的合同，身披55号球衣。后来他回归塔什干棉农。

## 国家队生涯
洛巴诺夫多次收到烏茲別克國家足球隊征召，但直到2015年9月3日俄罗斯世界杯预选赛对阵也門國家足球隊的比赛中他才首次获得首发机会。

## 荣誉

### 俱乐部
- 烏茲別克職業足球聯賽冠军 (3): 2012, 2014, 2015

波斯波利斯
- 伊朗職業足球聯賽 亚军: 2015–16